# Kamieńsk Szachtyński
Kamieńsk Szachtyński (ros. Каменск-Шахтинский – Kamiensk-Szạchtinskij) – miasto w południowej Rosji, w obwodzie rostowskim, nad Dońcem. Około 87,1 tys. mieszkańców (2021).

## Opis
Burmistrz miasta – Oleg Kajudin.
Miasto ma również 2 wsie: Fabryka i Lihowskoj, które podlegają jego administracji. Miasto jest położone w północno-wschodniej krawędzi pasma Donieckiego, przy brzegu Dońca (prawy dopływ Donu), 145 km na północny wschód od Rostowa. Stacja kolejowa Kamienskaja leży na linii Liski – Millerowo – Rostów kolei Północno-kaukaskiej. Skrzyżowanie dróg, w tym federalnej autostrady M4 Moskwa – Rostów nad Donem i drogi Wołgograd – Kiszyniów. W mieście funkcjonuje wiele mostów drogowych i kolejowych przez Doniec.
Z Kamieńska Szachtyńskiego pochodzi Uljana Donskowa, rosyjska gimnastyczka artystyczna, złota medalistka olimpijska, 4-krotna mistrzyni świata, 5-krotna mistrzyni Europy.
W mieście rozwinął się przemysł maszynowy, chemiczny, materiałów budowlanych oraz spożywczy.

## Geologia
W pobliżu miasta znajdują się dwa kratery uderzeniowe z eocenu, nazwane Kamieńsk i Gusiew. Oba są pogrzebane pod późniejszymi osadami i niewidoczne na powierzchni.